# Андрес Опер
Андрес Опер (ест. Andres Oper, нар. 7 листопада 1977, Таллінн) — колишній естонський футболіст, що грав на позиції нападника.
Тричі, в 1999, 2002 та 2005 роках, визнавався найкращим футболістом Естонії. Найкращий бомбардир національної збірної Естонії.

## Клубна кар'єра
Розпочав займатись футболом 1984 року в школі ЛСМК/Пантрід (Таллінн), де навчався десять років, після чого 1994 року грав за юнацькі команди «Леле» і «Флора». Того ж року підписав з «Флорою» повноцінний контракт.
Не маючи змоги пробитись до основної команди, взявши участь лише у 10 матчах чемпіонату, був відданий на початку 1996 року в «Тервіс» (Пярну), де грав до завершення сезону. Повернувшись у «Флору», перед початком сезону 1996/97, поступово став основним гравцем клубу. Разом з командою Андрес виграв три національних чемпіонати, два кубка і один суперкубок.
Хороша гра молодого гравця в рідному чемпіонаті привернула увагу селекціонерів данського клубу «Ольборг», який 2 липня 1999 року викупив транфер нападника за 1 млн доларів. У новій команді Опар відразу став основним гравцем, а з літа 2001 року став грати в нападі у парі зі своїм співвітчизником Індреком Зелінскі, якого також купили з «Флори». Всього за чотири роки Андрес провів у клубі 117 матчів в чемпіонаті, в яких він забив 27 голів.
10 липня 2003 року підписав дворічний контракт з московським «Торпедо». Проте закріпитись в команді через часті травми правої ноги Опер так і не зумів. Зігравши 53 ігор в чемпіонаті, в яких забив вісім голів, наприкінці серпня 2005 року Андрес перейшов в голландський клуб «Рода», підписавши однорічний контракт. Опер мав замінити форварда Аруну Коне, який напередодні був проданий у ПСВ. Перед завершенням терміну контракту, 28 травня 2006 року, він підписав новий до 30 червня 2008 року і у своєму другому сезоні став найкращим бомбардиром клубу, забивши 19 голів в усіх турнірах. Після цього, 16 травня 2007 року, Опер знову продовжив діючий контракт до 30 червня 2009 року.
19 липня 2009 року Опер підписав контракт на півроку з китайським клубом «Шанхай Шеньхуа», за який 2 серпня в виїзному матчі проти «Цзянсу Сайнті». Андрес Опер зробив свою останню гру з шанхайський клуб 12 вересня проти «Бейцзін Гоань», після чого отримав травму і до кінця року на поле більше не виходив.
Після невдалого періоду в Китаї, 21 січня 2010 року Опер повернувся в Ередивізі, де став грати під керівництвом свого колишнього тренера «Роди» Реймонда Аттевельда у клубі «АДО Ден Гаг». Андрес підписав піврічний контракт з опцією продовження ще на один рік. Опер дебютував за Ден Гаг 13 лютого в домашній грі проти «Віллема II». Забив свій перший гол за клуб 18 квітня в матчі проти «Валвейка» (4:0). Незважаючи на бажання футболіста продовжити контракт, згода між Андресом і клубом не була досягнута і в кінці літа естонський форвард отримав статус вільного агента.
9 вересня 2010 року Опер підписав однорічний контракт з кіпрським клубом АЕК (Ларнака). В своєму дебютному матчі за клуб проти «Етнікоса» Опер відзначився голом, проте надалі забив мало — всього 3 голи в чемпіонаті за сезон. Влітку 2011 року Опер знову став вільним агентом і пів року знаходився без клубу.
У січні 2012 року Опер приєднався до кіпрського клубу «Неа Саламіна». Забив свій перший гол за клуб 3 березня в матчі проти «Еносіса» (2:0) і в подальшому став основним гравцем команди.
В травні 2013 року в Таллінні Опер потрапив в серйозну автомобільну аварію. В таксі, в якому їхав футболіст, на перехресті ззаду на повному ходу врізався автобус, у якого відмовили гальма. Після всебічного медичного обстеження з'ясувалося, що у футболіста серйозно травмовано плече і йому потрібна операція, яка була зроблена через кілька тижнів. Лікар збірної Каспар Рийвасепп сказав, що повне відновлення після операції може зайняти від 3 до 4 місяців. Проте через вік відновлення зайняло набагато більше часу і до кінця року футболіст так і не зміг вийти на поле, а у лютому 2014 року заявив про завершення кар'єри. З приводу цього футболіст заявив: «Рішення далося мені нелегко. Але рано чи пізно його доводиться приймати всім. Якщо я ще й буду грати, то вже для власного задоволення. Я завершую кар'єру футболіста, але життя на цьому не закінчується! Після аварії я почувався жахливо. Зараз болю вже немає, але відновне лікування забрало занадто багато часу. Якби мені вдалося відновитися три місяці тому, то, можливо, я б продовжив грати, але тепер відчуваю, що настав час для того, щоб відповісти на нові виклики».

## Виступи за збірну

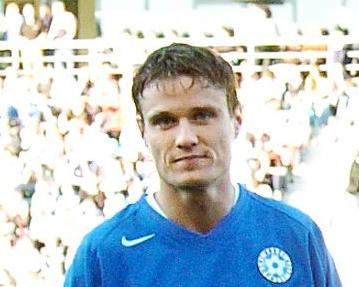
Андрес Опер у формі збірної Естонії. 2008 рік

Дебют нападника у складі національної збірної Естонії відбувся влітку 1995 року під час турніру Балтійських країн. Оперу було всього 17 років, коли він вийшов на поле в матчі проти збірної Латвії. Свій перший гол за збірну він забив через два роки, у відбірковому матчі чемпіонату світу зі збірною Швеції. 
2001 року Опер став володарем «Срібного м'яча» від естонських журналістів за найкращий гол у футболці збірної — гол в ворота ван дер Сара в червні того року виграв в престижному опитуванні. Наступного року в товариському матчі зі збірною Росії 27 березня Андерм забив два голи і приніс перемогу з рахунком 2:1. Про успіх згадали навіть на засіданні естонського парламенту, яке відбулося на наступний день.
2 вересня 2006 року зіграв свій сотий матч за збірну в поєдинку проти збірної Ізраїлю. 
Опер забив свій останній гол за збірну 16 жовтня 2010 року у відбірковому матчі чемпіонату світу у ворота збірної Андорри, який став єдиним у матчі. 
26 травня 2014 року, вже після офіційного завершення кар'єри, Опер провів прощальний матч за збірну в товариській грі проти збірної Гібралтару (1:1), відігравши 36 хвилин. Протягом кар'єри у національній команді, яка тривала 19 років, провів у формі головної команди країни 134 матчі, забивши 38 голів.

## Статистика

### Клубна
| Сезон   | Клуб               | Чемпіонат    | Ігор | Голів |
| ------- | ------------------ | ------------ | ---- | ----- |
| 2012/13 | «Неа Саламіна»     | 1 дивізіон   | 28   | 5     |
| 2011/12 | «Неа Саламіна»     | 1 дивізіон   | 14   | 3     |
| 2010/11 | АЕК (Ларнака)      | 1 дивізіон   | 21   | 3     |
| 2009/10 | «АДО Ден Гаг»      | Ередивізі    | 12   | 1     |
| 2009    | «Шанхай Шеньхуа»   | Суперліга    | 6    | 0     |
| 2008/09 | «Рода»             | Ередивізі    | 27   | 6     |
| 2007/08 | «Рода»             | Ередивізі    | 20   | 7     |
| 2006/07 | «Рода»             | Ередивізі    | 32   | 11    |
| 2005/06 | «Рода»             | Ередивізі    | 24   | 8     |
| 2005    | «Торпедо» (Москва) | Прем'єр-Ліга | 15   | 1     |
| 2004    | «Торпедо» (Москва) | Прем'єр-Ліга | 24   | 4     |
| 2003    | «Торпедо» (Москва) | Прем'єр-Ліга | 14   | 3     |
| 2002/03 | «Ольборг»          | Суперліга    | 27   | 11    |
| 2001/02 | «Ольборг»          | Суперліга    | 31   | 4     |
| 2000/01 | «Ольборг»          | Суперліга    | 29   | 6     |
| 1999/00 | «Ольборг»          | Суперліга    | 30   | 7     |
| 1998    | «Флора»            | Мейстріліга  | 13   | 10    |
| 1997    | «Флора»            | Мейстріліга  | 22   | 15    |
| 1996    | «Флора»            | Мейстріліга  | 18   | 10    |
| 1995    | «Тервіс» (Пярну)   | 2 ліга (ІІІ) | 9    | 3     |
| 1995    | «Флора»            | Мейстріліга  | 9    | 2     |
| 1994    | «Флора»            | Мейстріліга  | 1    | 0     |

### Голи за збірну
| #   | Дата       | Місце проведення           | Противник            | Результат | Турнір                 |
| --- | ---------- | -------------------------- | -------------------- | --------- | ---------------------- |
| 1   | 1997-06-08 | Таллінн                    | Швеція               | 2-3       | кваліфікація ЧС-1998   |
| 2   | 1997-06-22 | Курессааре                 | Андорра              | 4-1       | Товариський матч       |
| 3   | 1998-06-04 | Таллінн                    | Фарерські острови    | 5-0       | кваліфікація Євро-2000 |
| 4   | 1998-06-22 | Курессааре                 | Андорра              | 2-1       | Товариський матч       |
| 5   | 1999-06-09 | Таллінн                    | Литва                | 1-2       | Товариський матч       |
| 6   | 1999-10-09 | Таллінн                    | Боснія і Герцеговина | 1-4       | кваліфікація Євро-2000 |
| 7   | 1999-11-01 | Абу-Дабі                   | ОАЕ                  | 2-2       | Товариський матч       |
| 8   | 1999-12-18 | Трикала                    | Греція               | 2-2       | Товариський матч       |
| 9   | 1999-12-18 | Трикала                    | Греція               | 2-2       | Товариський матч       |
| 10  | 2000-02-23 | Бангкок                    | Фінляндія            | 2-4       | Кубок Короля           |
| 11  | 2000-04-26 | Люксембург                 | Люксембург           | 1-1       | Товариський матч       |
| 12  | 2000-06-04 | Таллінн                    | Білорусь             | 2-0       | Товариський матч       |
| 13  | 2000-06-04 | Таллінн                    | Білорусь             | 2-0       | Товариський матч       |
| 14  | 2000-09-03 | Таллінн                    | Португалія           | 1-3       | кваліфікація ЧС-2002   |
| 15  | 2000-10-07 | Комуналь, Андорра-ла-Велья | Андорра              | 2-1       | кваліфікація ЧС-2002   |
| 16  | 2001-03-18 | Міжнародний стадіон, Каїр  | Єгипет               | 3-3       | Товариський матч       |
| 17  | 2001-06-02 | Таллінн                    | Нідерланди           | 2-4       | кваліфікація ЧС-2002   |
| 18  | 2002-03-14 | Монтекатіні-Терме          | Саудівська Аравія    | 2-0       | Товариський            |
| 19  | 2002-03-27 | Таллінн                    | Росія                | 21        | Товариський матч       |
| 2-0 | 2002-03-27 | Таллінн                    | Росія                | 21        | Товариський матч       |
| 21  | 2002-11-20 | Таллінн                    | Ісландія             | 2-0       | Товариський матч       |
| 22  | 2003-03-29 | Таллінн                    | Канада               | 21        | Товариський матч       |
| 2-3 | 2003-03-29 | Таллінн                    | Канада               | 21        | Товариський матч       |
| 24  | 2004-09-04 | Таллінн                    | Люксембург           | 2-0       | кваліфікація ЧС-2006   |
| 25  | 2004-10-13 | Рига                       | Латвія               | 2-2       | кваліфікація ЧС-2006   |
| 26  | 2005-03-26 | Таллінн                    | Словаччина           | 1-2       | кваліфікація ЧС-2006   |
| 27  | 2005-06-04 | Таллінн                    | Ліхтенштейн          | 2-0       | кваліфікація ЧС-2006   |
| 28  | 2005-09-03 | Таллінн                    | Латвія               | 2-1       | кваліфікація ЧС-2006   |
| 29  | 2005-10-12 | Люксембург                 | Люксембург           | 2-0       | кваліфікація ЧС-2006   |
| 30  | 2005-10-12 | Люксембург                 | Люксембург           | 2-0       | кваліфікація ЧС-2006   |
| 31  | 2006-11-15 | Таллінн                    | Білорусь             | 2-1       | Товариський матч       |
| 32  | 2006-11-15 | Таллінн                    | Білорусь             | 2-1       | Товариський матч       |
| 33  | 2007-11-17 | Комуналь, Андорра-ла-Велья | Андорра              | 2-0       | кваліфікація Євро-2008 |
| 34  | 2008-08-20 | Таллінн                    | Мальта               | 2-1       | Товариський матч       |
| 35  | 2008-09-06 | Льєж                       | Бельгія              | 2-3       | кваліфікація ЧС-2010   |
| 36  | 2010-05-21 | Таллінн                    | Фінляндія            | 2-0       | Товариський матч       |
| 37  | 2012-06-01 | Тарту                      | Фінляндія            | 1-2       | Балтійський кубок      |
| 38  | 2012-10-16 | Комуналь, Андорра-ла-Велья | Андорра              | 1-0       | кваліфікація ЧС-2014   |

## Досягнення

### Командні досягнення
- Чемпіон Естонії: 1994/95, 1997/98, 1998
- Володар Кубка Естонії: 1994/95, 1997/98
- Володар Суперкубка Естонії: 1998

### Особисті досягнення
- Найкращий футболіст Естонії 1999, 2002 і 2005 років

## Поза футболом
Одночасно з виступами в Москві, Опер відкрив футбольну школу в Естонії. Був оголошений набір дітей для занять в закладі, створеному Андресом. Сама школа не була прив'язаною до одного з клубів, а відкрилася в Таллінні і Тарту. Весною 2012 року дитяча школа Опера припинила існування. Андрес звинуватив Естонський футбольний союз у відсутності підтримки. Цей проект виявився дуже дорогим і серйозно похитнув фінансове стан Опера.
З 2006 по 2012 рік був членом Центристської партії Естонії.